# Hypocnemis hypoxantha
A Hypocnemis hypoxantha a madarak osztályának verébalakúak (Passeriformes) rendjébe és a hangyászmadárfélék (Thamnophilidae) családjába tartozó faj.

## Rendszerezése
A fajt Philip Lutley Sclater angol ügyvéd és zoológus írta le 1869-ben.

## Alfajai
- Hypocnemis hypoxantha hypoxantha P. L. Sclater, 1869
- Hypocnemis hypoxantha ochraceiventris Chapman, 1921[2] vagy Hypocnemis ochraceiventris[1]

## Előfordulása
Dél-Amerika északi részén, Brazília, Ecuador, Kolumbia és Peru területén honos. Természetes élőhelyei a szubtrópusi vagy trópusi síkvidéki esőerdők, lombhullató erdők és cserjések. Állandó, nem vonuló faj.

## Megjelenése
Testhossza 13 centiméter, testtömege 10-13 gramm.

## Életmódja
Rovarokkal és pókokkal táplálkozik.

## Természetvédelmi helyzete
Az elterjedési területe rendkívül nagy, egyedszáma pedig stabil. A Természetvédelmi Világszövetség Vörös listáján nem fenyegetett fajként szerepel.